# Паисий (архиепископ Тиранский)
Архиепископ Паисий (алб. Kryepiskop Paisi, в миру Пашко Водица, алб. Pashko Vodica; 1882, селение Водица, префектура Корча — 4 марта 1966, Тирана) — епископ Албанской православной церкви, с 1949 года — её предстоятель с титулом «Архиепископ Тиранский и всей Албании».

## Биография
Родился в 1882 году в албанском селении Водица, область Колёня (префектура Корча).
В 1910 году рукоположён во пресвитера.
В 1912 году как борец за освобождение Албании, был арестован турецким правительством. Тюрьма и пытки не сломили его дух, и по требованию народа он был освобождён.
Спустя некоторое время принял монашество, был возведён в сан архимандрита, а в 1920 году назначен архиерейским наместником в Колонии.
В 1920-е годы, был активным сторонником начавшегося среди православных албанцев движение за установление автокефалии Албанской православной церкви. В сентябре 1922 года был участником Церковно-народного Собора в Берате, который провозгласил автокефалию.
После оккупации Албании фашистской Италией встал в ряды борцов за свободу и независимость страны.
В октябре 1940 года был арестован итальянцами и более года привёл в тюрьмах Албании и Италии. После возвращения в страны снова включился в национально-освободительную борьбу.
В ноябре 1942 года архимандрит Паисий был избран членом Национально-Освободительного Совета города Колени и, чтобы продолжать борьбу, ушёл в подполье.
В июле 1943 года на конференции в Лябиноте (район Эльбасана) он был избран членом коммунистического Генерального национально-освободительного совета, а затем введён и в состав Антифашистского совета.
После освобождения Албании народное правительство Республики оценило активную борьбу архимандрита Паисия за свободу и независимость родины и наградило его орденом «Знамени» и медалью «Память».
В январе 1948 года побывал с официальным визитом в Москве.
18 апреля 1948 года во время пребывания в Тиране епископ Ужгородский Нестор (Сидорук) вместе с архиепископом Христофором (Киси) совершил хиротонию архимандрита Паисия во епископа Корчинского.
В июле 1948 года во главе албанской делегации участвовал в работе Московского совещания глав и представителей Православных Церквей.
25 августа 1949 года Священный Синод Албанской Церкви отправил на покой заключённого в тюрьму за «враждебную деятельность» архиепископа Христофора (Киси), арестованного коммунистическими властями и в тот же день Синод с подачи властей избрал Паисия архиепископом всея Албании.
Выступал за укрепление связей с поместными православными Церквами, в первую очередь с Русской в отличие от своего предшественника архиепископа Христофора, ориентировавшегося главным образом на Константинополь.
В феврале 1950 года был организатором III конгресса православного духовенства, который одобрил новый устав Церкви.
5 марта 1950 года выступил перед Всеалбанской конференцией защиты мира в поддержку решения I Всемирного конгресса сторонников мира. В августе того же года Владыка снова посетил Москву, где подписал Акт о сотрудничестве Русской и Албанской Церквей в деле защиты мира.
В августе 1950 года посетил Русскую православную церковь.
В условиях нараставших гонений на церковь демонстрировал лояльность перед коммунистическими властями, принимал участие в политических кампаниях. В 1960-е годы, осознавая своё бессилие, не протестовал изъятию государством части православных святынь. С 1960-х годов по не зависящим от Церкви причинам братские связи с РПЦ ослабли и ограничивались лишь традиционными праздничными посланиями. В 1964 и 1965 годы на пасхальные и рождественские приветствия Патриарха Алексия I Архиепископ Паисий ответил лишь краткой телеграммой; с 1966 года не присылались даже такие ответы.
Скончался в 4 марта 1966 года после тяжёлой болезни в возрасте 85 лет. Его смерть, последовавшая за год до начала массовой антирелигиозной кампании в Албании лишила Албанскую церковь последнего человека, который ещё пользовался определённым влиянием в коммунистической элите.
Сын архиепископа Паисия — Иосиф Пашко — был видным коммунистическим политиком, членом ЦК АПТ и министром НРА, активным участником политических репрессий. Внук — Грамоз Пашко — известный экономист, один из учредителей антикоммунистической ДПА, активный участник свержения коммунистического режима.